# Herdmania mentula
Herdmania mentula is een zakpijpensoort uit de familie van de Pyuridae. De wetenschappelijke naam van de soort is voor het eerst geldig gepubliceerd in 2002 door Kott.